# Europameisterschaften im Modernen Fünfkampf 2021
Die Europameisterschaften im Modernen Fünfkampf 2021 fanden vom 5. bis 11. Juli 2021 in Nischni Nowgorod in Russland statt.
Erfolgreichste Nation war Ungarn, dessen Sportler drei von sieben Titeln gewannen. Mit je einer Goldmedaille beendeten Russland, Belarus, Litauen und Italien die Wettkämpfe, wobei bis auf Italien alle Nationen auch je eine Silbermedaille gewannen. Russland sicherte sich darüber hinaus, wie Italien, zwei Bronzemedaillen, die belarussischen Sportler gewannen eine Bronzemedaille.

## Herren

### Einzel
| Platz | Land       | Sportler      |
| ----- | ---------- | ------------- |
| 1     | Ungarn     | Bence Cardos  |
| 2     | Frankreich | Brice Loubet  |
| 3     | Ungarn     | Bence Demeter |

### Mannschaft
| Platz | Land       | Sportler                                       |
| ----- | ---------- | ---------------------------------------------- |
| 1     | Ungarn     | Bence Kardos Bence Demeter Richárd Bereczki    |
| 2     | Frankreich | Pierre Dejardin Brice Loubet Christopher Patte |
| 3     | Belarus    | Ivan Khamtsou Yauheni Arol Artem Evstigneev    |

### Staffel
| Platz | Land     | Sportler                               |
| ----- | -------- | -------------------------------------- |
| 1     | Italien  | Giuseppe Mattia Parisi Roberto Micheli |
| 2     | Belarus  | Yaroslav Radziuk Ilja Palaskou         |
| 3     | Russland | Kirill Beljakow Alexander Lifanow      |

## Damen

### Einzel
| Platz | Land    | Sportlerin       |
| ----- | ------- | ---------------- |
| 1     | Litauen | Ieva Serapinaitė |
| 2     | Ungarn  | Blanka Guzi      |
| 3     | Ungarn  | Sarolta Simon    |

### Mannschaft
| Platz | Land     | Sportlerinnen                                         |
| ----- | -------- | ----------------------------------------------------- |
| 1     | Ungarn   | Blanka Guzi Sarolta Simon Kamilla Réti                |
| 2     | Russland | Gulnas Gubaidullina Adelina Ibatullina Sofija Koslowa |
| 3     | Italien  | Francesca Tognetti Aurora Tognetti Irene Prampolini   |

### Staffel
| Platz | Land     | Sportlerinnen                      |
| ----- | -------- | ---------------------------------- |
| 1     | Belarus  | Nastassja Prakapenka Wolha Silkina |
| 2     | Polen    | Marta Kobecka Natalia Dominiak     |
| 3     | Russland | Uljana Bataschowa Anna Burjak      |

## Mixed
| Platz | Land     | Sportler                                  |
| ----- | -------- | ----------------------------------------- |
| 1     | Russland | Kirill Beljakow Anastassija Tschistjakowa |
| 2     | Litauen  | Justinas Kinderis Ieva Serapinaitė        |
| 3     | Italien  | Valerio Grasselli Irene Prampolini        |

## Medaillenspiegel
| Platz  | Land       | Gold | Silber | Bronze | Gesamt |
| ------ | ---------- | ---- | ------ | ------ | ------ |
| 01     | Ungarn     | 3    | 1      | 2      | 6      |
| 02     | Russland   | 1    | 1      | 2      | 4      |
| 03     | Belarus    | 1    | 1      | 1      | 3      |
| 04     | Litauen    | 1    | 1      | —      | 2      |
| 05     | Italien    | 1    | —      | 2      | 3      |
| 06     | Frankreich | —    | 2      | —      | 2      |
| 07     | Polen      | —    | 1      | —      | 1      |
| Gesamt | Gesamt     | 7    | 7      | 7      | 21     |